# Pastille du mineur

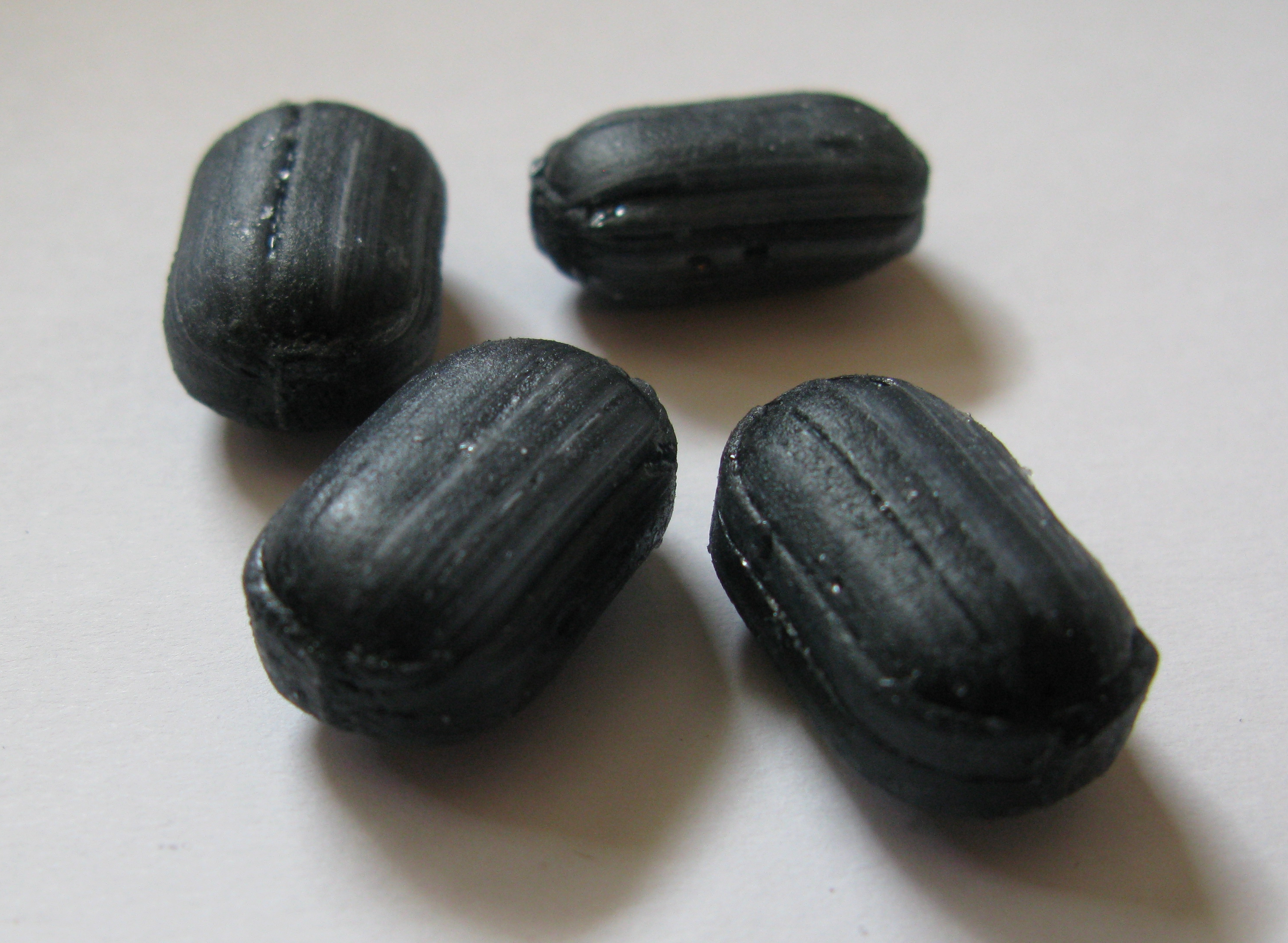
Pastilles du mineur

La pastille du mineur est une marque commerciale de bonbon fabriquée par Verquin Confiseur depuis 1957.

## Histoire
Au milieu du XXe siècle, l'activité minière est encore importante dans le Nord-Pas-de-Calais. Or, il est interdit de fumer dans les mines de charbon à cause du gaz composé essentiellement de méthane dégagé par les gisements, le grisou.
En 1957, Georges Verquin a l'idée de créer pour les mineurs un bonbon censé compenser l'envie de fumer et procurer une sensation de fraîcheur et de bien-être.

## Composition
La pastille du mineur est un bonbon aux extraits naturels de plantes (eucalyptus, menthe et anis étoilé), de forme ovoïde, de couleur noire ; forme et couleur qui évoquent le boulet de charbon.